# レネ・レンジャー
レネ・レンジャー（Rene Ranger 、1986年9月30日 - ）は、スーパーラグビー・アオテアロア・クルセイダーズに所属しているラグビーユニオン選手。

## プロフィール
- ニュージーランドオークランド出身。
- ポジションはセンター(CTB)、ウイング(WTB) [1]。
- 身長 183cm、体重 102kg[1]。
- ニュージーランド代表に選ばれたことがある[2]。
- 7人制ニュージーランド代表に選ばれたことがある。
- 世界選抜に選ばれたことがある[3]。

## 略歴
ノースランド、ブルーズ、モンペリエ、ノースランド、ブルーズを経て、2017年、スタッド・ロシュレに加入。
2018年10月にはサンウルブズの2019年スコッドに選ばれて、同年11月には日野レッドドルフィンズに加入。同年12月2日に行われたジャパンラグビートップリーグ総合順位決定トーナメント1回戦の東芝ブレイブルーパス戦にて先発出場で日本での公式戦初出場を果たす。
2019年、コロラド・ラプターズに加入。
2021年、クルセイダーズに加入。